# 指宿洋史
指宿 洋史（いぶすき ひろし、1991年2月27日 - ）は、千葉県流山市出身のプロサッカー選手。Aリーグ・メン・ウェスタン・ユナイテッドFC所属。ポジションはフォワード（センターフォワード、ウイング）。

## 経歴

### プロ入り前
小中高と柏レイソルの下部組織に所属（高校は千葉県立柏高等学校に通っていた）。柏レイソルU－18所属時の2008年夏に行われたU-18ビジャレアル国際ユース大会で3位になり、注目を集めた。しかし柏レイソルのトップチーム昇格はならず、2008年9月にはアルビレックス新潟の入団テストを受けたこともあった。

### ジローナ
日本でサッカー指導しているスペイン人サッカーコーチのジョアン・サルバンスの目に止まり、スペイン、セグンダ・ディビシオン（2部）のジローナFCの入団テスト参加を持ちかけられる。2008年11月に行われた1週間の入団テストを経てクラブに認められ、2009年1月2日にジローナへの入団が発表された。契約期間は2012年夏までの3年半。Jリーグを経験せずにスペインのプロクラブと契約したのは日本人初である。入団前から地元では指宿に対する期待が高かった。「FIFA選手の資格および移籍に関する規約」で18歳に満たない選手の海外移籍は原則的に禁止されているため、誕生日である2月27日までは試合に出場できなかったが、同年4月19日のエルクレス戦にて後半36分から途中起用されプロデビューを果たした。同年8月にはU-20日本代表に招集され、アルクディア国際ユーストーナメントのレバンテUD戦で決勝点を挙げて勝利に貢献した。

### サバテル
2009年9月、セグンダ・ディビシオンB（3部相当）のレアル・マドリード・カスティージャへのレンタル移籍がクラブ間で合意するも、契約の最終段階で暗礁に乗り上げ、この移籍は白紙になった。10月、ジローナFCからテルセーラ・ディビシオン（4部相当）のレアル・サラゴサBへレンタル移籍し、2009-10シーズンは2桁得点を挙げて期待に応えた。2010年8月、セグンダ・ディビシオンBのCEサバデルにレンタル移籍した。
2010年10月にはAFC U-19選手権2010に出場するU-19日本代表に招集された。初戦のアラブ首長国連邦戦ロスタイムに決勝点を決め、準々決勝の韓国戦では2ゴールを決めてひとり気を吐くも、2-3と逆転を許して敗れた。
2010-11シーズンはCEサバデルで2桁ゴールを挙げ、クラブのリーググループ優勝、および昇格プレーオフを勝ち抜き、クラブのセグンダ・ディビシオン（2部）への昇格に貢献した。

### セビージャ・アトレティコ
2011年7月21日、セビージャFCは指宿の移籍を発表した。契約期間は3年。2011-12シーズンは指宿はセグンダ・ディビシオンBに所属するBチームのセビージャ・アトレティコ(3部相当)でプレーすることになった
。同年11月、Bチームでの好調及び負傷者が出たこともありトップチームに帯同し、5日のマヨルカ戦で出場機会はなかったものの初の1部リーグでのベンチ入りを果たした。2012年1月21日のレアル・ベティス戦とのセビリアダービーで後半39分からアルバロ・ネグレドに代わって途中出場し、トップチームでのデビューを果たした。クラブ公式サイトにおけるセビージャFC側のメンバー表にも掲載されるようになった。セビージャ・アトレティコでは前シーズンを上回る得点ランク2位となる20得点を挙げた。

### オイペン
2012年8月22日、ベルギー2部所属のKASオイペンへのレンタル移籍(2013年6月30日迄）が発表された。2013年6月16日、国立競技場で開催された東日本大震災復興支援 2013Jリーグスペシャルマッチにゲストプレイヤーとして出場した。

### バレンシア・メスタージャ
2013年7月11日、スペイン バレンシアCFのBチームで セグンダ・ディビシオンB所属のバレンシアCF・メスタージャへの完全移籍が現地メディアで報道された。契約期間は2年（2015年6月30日迄）。同16日、指宿本人が自身のツイッターで公式に移籍を認めた。

### Jリーグ時代
2014年7月にハンガリー1部リーグのデブレツェニVSCへの移籍が報道された が、アルビレックス新潟への完全移籍がチームにより正式発表された。
2017年3月5日にジェフユナイテッド市原・千葉への完全移籍がチームにより正式発表された。4月29日、第10節の徳島ヴォルティス戦で移籍後初得点を決めた。
2018年12月23日に湘南ベルマーレへの完全移籍がチームにより正式発表された。
2021年1月4日に清水エスパルスへの完全移籍がチームにより正式発表された。4月28日、Jリーグカップのサンフレッチェ広島戦で移籍後初得点を決めた。12月30日、契約満了が発表された。

### アデレード・ユナイテッド
2022年1月14日、オーストラリア1部アデレード・ユナイテッドへの加入が発表された。
同月15日、71分に途中出場しAリーグデビュー。83分に移籍後初ゴールを記録した。

## プレースタイル
身長195cmの長身と体の強さに加えて足元の技術にも定評があり、将来の日本代表を担う逸材と期待されていた。柏レイソルU-18時代には3トップの左ウイングでプレーしていた。「手本にしたいのはフレデリック・カヌーテやエマヌエル・アデバヨール、好きなのはディミタール・ベルバトフ」とインタビューで答えている。目標とする選手はズラタン・イブラヒモビッチとも語っている。

## 所属クラブ
- 2000年 - 2002年 柏レイソルU-12
- 2003年 - 2005年 柏レイソルU-15
- 2006年 - 2008年 柏レイソルU-18（千葉県立柏高等学校）
- 2009年 - 2011年 ジローナFC
  - 2009年10月 - 2010年6月 レアル・サラゴサB（期限付き移籍）
  - 2010年8月 - 2011年6月 CEサバデル（期限付き移籍）
- 2011年 -2013年 セビージャ・アトレティコ
  - 2012年8月 - 2013年6月 KASオイペン（期限付き移籍）
- 2013年 - 2014年7月 バレンシアCF・メスタージャ
- 2014年7月 - 2017年3月 アルビレックス新潟
- 2017年3月 - 2018年 ジェフユナイテッド市原・千葉
- 2019年 - 2020年 湘南ベルマーレ
- 2021年 清水エスパルス
- 2022年 - アデレード・ユナイテッド

## 個人成績
| 国内大会個人成績 | 国内大会個人成績 | 国内大会個人成績 | 国内大会個人成績 | 国内大会個人成績 | 国内大会個人成績 | 国内大会個人成績 | 国内大会個人成績 | 国内大会個人成績 | 国内大会個人成績 | 国内大会個人成績 | 国内大会個人成績 |
| 年度             | クラブ           | 背番号           | リーグ           | リーグ戦         | リーグ戦         | リーグ杯         | リーグ杯         | オープン杯       | オープン杯       | 期間通算         | 期間通算         |
| 年度             | クラブ           | 背番号           | リーグ           | 出場             | 得点             | 出場             | 得点             | 出場             | 得点             | 出場             | 得点             |
| スペイン         | スペイン         | スペイン         | スペイン         | リーグ戦         | リーグ戦         | 国王杯           | 国王杯           | オープン杯       | オープン杯       | 期間通算         | 期間通算         |
| ---------------- | ---------------- | ---------------- | ---------------- | ---------------- | ---------------- | ---------------- | ---------------- | ---------------- | ---------------- | ---------------- | ---------------- |
| 2008-09          | ジローナ         | 10               | セグンダ         | 6                | 0                | -                | -                | -                | -                | 6                | 0                |
| 2009-10          | ジローナ         | 10               | セグンダ         | 0                | 0                | -                | -                | -                | -                | 0                | 0                |
| 2009-10          | サラゴサB        | 16               | テルセーラ       | 27               | 12               | -                | -                | -                | -                | 27               | 12               |
| 2010-11          | CEサバデル       | 11               | セグンダB        | 33               | 10               | 1                | 1                | -                | -                | 34               | 11               |
| 2011-12          | セビージャB      | 21               | セグンダB        | 32               | 20               | 0                | 0                | -                | -                | 32               | 20               |
| 2011-12          | セビージャ       | 28               | プリメーラ       | 1                | 0                | -                | -                | -                | -                | 1                | 0                |
| ベルギー         | ベルギー         | ベルギー         | ベルギー         | リーグ戦         | リーグ戦         | リーグ杯         | リーグ杯         | ベルギー杯       | ベルギー杯       | 期間通算         | 期間通算         |
| 2012-13          | KASオイペン      | 23               | プロキシマス     | 26               | 10               | -                | -                | -                | -                | 26               | 10               |
| スペイン         | スペイン         | スペイン         | スペイン         | リーグ戦         | リーグ戦         | 国王杯           | 国王杯           | オープン杯       | オープン杯       | 期間通算         | 期間通算         |
| 2013-14          | バレンシアB      | 9                | セグンダB        | 34               | 7                | -                | -                | -                | -                | 34               | 7                |
| 日本             | 日本             | 日本             | 日本             | リーグ戦         | リーグ戦         | リーグ杯         | リーグ杯         | 天皇杯           | 天皇杯           | 期間通算         | 期間通算         |
| 2014             | 新潟             | 30               | J1               | 15               | 3                | -                | -                | 0                | 0                | 15               | 3                |
| 2015             | 新潟             | 11               | J1               | 31               | 8                | 9                | 4                | 2                | 0                | 42               | 12               |
| 2016             | 新潟             | 11               | J1               | 21               | 1                | 1                | 1                | 0                | 0                | 22               | 2                |
| 2017             | 新潟             | 11               | J1               | 0                | 0                | -                | -                | -                | -                | 0                | 0                |
| 2017             | 千葉             | 50               | J2               | 28               | 3                | -                | -                | 2                | 0                | 30               | 3                |
| 2018             | 千葉             | 50               | J2               | 33               | 9                | -                | -                | 2                | 2                | 35               | 11               |
| 2019             | 湘南             | 9                | J1               | 14               | 1                | 2                | 1                | 1                | 0                | 17               | 2                |
| 2020             | 湘南             | 9                | J1               | 20               | 2                | 1                | 0                | -                | -                | 21               | 2                |
| 2021             | 清水             | 27               | J1               | 14               | 0                | 5                | 1                | 3                | 1                | 22               | 2                |
| オーストラリア   | オーストラリア   | オーストラリア   | オーストラリア   | リーグ戦         | リーグ戦         | リーグ杯         | リーグ杯         | FFA杯            | FFA杯            | 期間通算         | 期間通算         |
| 2021-22          | アデレード       | 15               | Aリーグ          | 21               | 6                | -                | -                | 0                | 0                | 21               | 6                |
| 2022-23          | アデレード       | 9                | Aリーグ          | 24               | 7                | -                | -                | 3                | 2                | 27               | 9                |
| 2023-24          | アデレード       | 9                | Aリーグ          | 26               | 15               | -                | -                | 1                | 0                | 27               | 15               |
| 2024-25          | ウェスタンU      | 9                | Aリーグ          | 13               | 7                |                  |                  |                  |                  |                  |                  |
| 通算             | スペイン         | スペイン         | プリメーラ       | 1                | 0                | 0                | 0                | -                | -                | 1                | 0                |
| 通算             | スペイン         | スペイン         | セグンダ         | 6                | 0                | 0                | 0                | -                | -                | 6                | 0                |
| 通算             | スペイン         | スペイン         | セグンダB        | 99               | 37               | 1                | 1                | -                | -                | 100              | 38               |
| 通算             | スペイン         | スペイン         | テルセーラ       | 27               | 12               | 0                | 0                | -                | -                | 27               | 12               |
| 通算             | ベルギー         | ベルギー         | プロキシマス     | 26               | 10               | -                | -                | -                | -                | 26               | 10               |
| 通算             | 日本             | 日本             | J1               | 115              | 15               | 18               | 7                | 6                | 1                | 139              | 23               |
| 通算             | 日本             | 日本             | J2               | 61               | 12               | -                | -                | 4                | 2                | 65               | 14               |
| 通算             | オーストラリア   | オーストラリア   | Aリーグ          | 84               | 35               | -                | -                | 4                | 2                | 75               | 30               |
| 総通算           | 総通算           | 総通算           | 総通算           | 406              | 114              | 19               | 8                | 14               | 5                | 439              | 127              |

その他の公式戦
- 2017年
  - J1昇格プレーオフ 1試合0得点
- Jリーグ初出場 - 2014年8月16日 J1第20節 大宮アルディージャ戦 (新潟スタジアム)
- Jリーグ初得点 - 2014年9月27日 J1第26節 名古屋グランパス戦（名古屋市瑞穂公園陸上競技場）

## 代表歴
- U-16日本代表
- U-17日本代表
- U-20日本代表
- U-22日本代表
- U-23日本代表
  - 2012年 トゥーロン国際大会
  - 2012年 ロンドンオリンピック (予備登録メンバー)